# Jean-Victor Poncelet
Pour les articles homonymes, voir Poncelet.

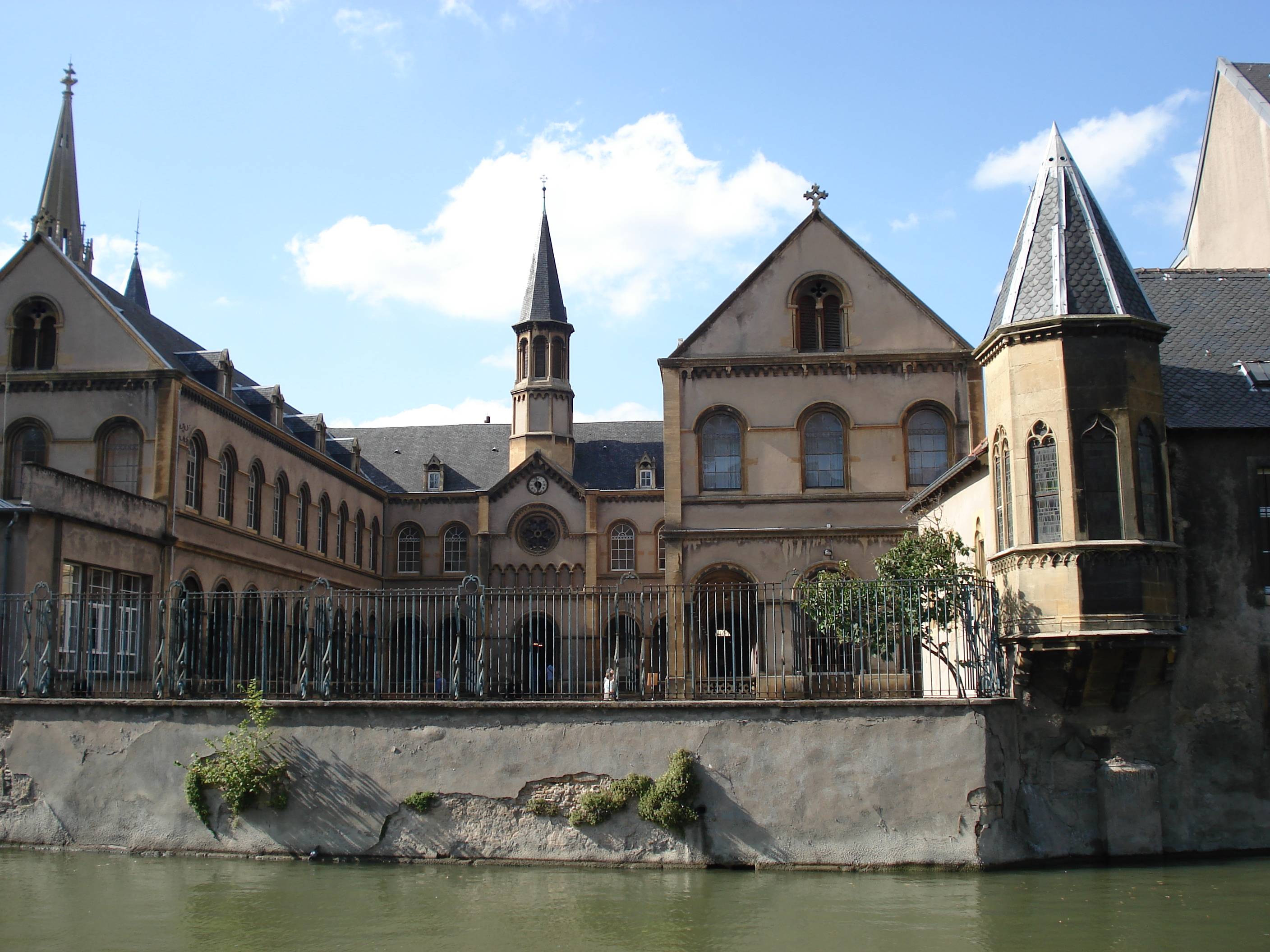
L'école Fabert (Metz), où Poncelet fut interne.

Jean-Victor Poncelet (1788-1867) est un mathématicien, ingénieur et général français. Il est, avec Chasles, l'un des protagonistes du renouveau de la géométrie projective en France. Promoteur de l'éducation populaire et l'enseignement technique en Lorraine puis à Paris, il inventa un modèle de turbine et un système de pont-levis à contre-poids variable, qui porte son nom. Général commandant l'École polytechnique de 1848 à 1850, il s'efforça de  maintenir dans cet établissement l'enseignement du génie mécanique, contre la tendance à l'abstraction croissante qui caractérisait l'institution.

## Biographie
Jean-Victor Poncelet naît le 1er juillet 1788, à Metz, une place-forte des Trois-Évêchés. Après ses humanités au lycée Fabert de Metz, il choisit naturellement la carrière des armes. Après avoir réussi le concours d'entrée à l’École polytechnique (promotion X 1807), il en sort diplômé le 11 février 1812.
Poncelet rejoint la Grande Armée de Napoléon en juin 1812, comme lieutenant du génie, à Vitebsk, pendant la campagne de Russie. Assurant la protection de l'armée du maréchal Ney, il est fait prisonnier à la bataille de Krasnoï, le 18 novembre 1812. Son colonel fut tué durant cette bataille et il eut lui-même un cheval tué sous lui. 
Le lieutenant Poncelet est conduit à Saratov, sur la Volga,  à près de 1 500 kilomètres qu'il parcourt à pied de novembre 1812 à février 1813, en plein hiver russe. Privé de tout livre, il reprend pourtant les fondements des mathématiques. Il pose alors les principes fondamentaux de la géométrie projective, qui avaient été déjà abordés par Pappus (IVe siècle), puis par Girard Desargues et enfin par Pascal. 
Libéré peu après, en 1814, son retour en France prend quatre mois. La même année, dans un but éducatif, Poncelet favorise l'introduction du boulier dans les écoles françaises, peut-être influencé par l'utilisation du Stchoty, par les Russes.
En 1822, Jean-Victor Poncelet fait paraître son Traité des propriétés projectives des figures, qui allait lancer les mathématiques sur la voie de la géométrie pure, pour un siècle. Élève de Gaspard Monge, il rénove notamment la géométrie projective avec son théorème, le «théorème de Poncelet » sur les coniques, concernant la dualité par pôles et les polaires réciproques, le faisceau harmonique et les points cycliques.
Jean-Victor Poncelet s'intéresse plus tard à la mécanique et présente en 1824 son invention de la « roue hydraulique à aubes courbes », qui sera distinguée par le Prix Montyon de l'Académie des sciences l'année suivante. C'est une des raisons pour lesquelles il est chargé, en 1825, sur la suggestion d'Arago, des cours de mécanique à l'École d'Artillerie et du Génie de Metz. 
Admis à l'Académie des sciences de Paris en 1834, en remplacement de Jean Nicolas Pierre Hachette, Poncelet est ensuite chargé de créer le cours de mécanique appliquée, à la Faculté des sciences. Poncelet est nommé général en 1848 et prend ses fonctions à la tête de l'École polytechnique. Poncelet était par ailleurs « membre étranger » de la Royal Society, depuis le 5 mai 1842.
Le 15 mai 1848, Poncelet prend la tête des élèves de l'École polytechnique en arme et en uniforme pour se mettre à la disposition du gouvernement. En juin 1848, le général Poncelet peut alors engager des réformes salutaires pour l'enseignement de cette école. Le 10 décembre 1850, le général Poncelet est fait commandeur de la Légion d'honneur. Pour couronner sa carrière militaire, le général Poncelet est élevé à la dignité de Grand officier de la Légion d'honneur, le 9 juillet 1853.
Jean-Victor Poncelet meurt à Paris, dans le 6e arrondissement, le 23 décembre 1867. Il est l'auteur de plusieurs publications scientifiques.

## Travaux publiés
- Traité des propriétés projectives des figures, Bachelier, Paris, 1822 (en ligne).
- Cours de mécanique appliqué aux machines, publie par M. X. Kretz 1re partie, Gauthier-Villars 1874
- Cours de mécanique appliqué aux machines, publie par M. X. Kretz  2e partie, Mouvement des fluides, moteurs, ponts-levis, Gauthier-Villars 1874
- Introduction a la mécanique industrielle, 1829
- Expériences hydrauliques sur les lois de l'écoulement de l'eau, Imprimerie Royale, Paris, 1832.
- Théorie des effets mécaniques de la turbine Fourneyron, Bachelier, Paris, 1838.
- Mémoire sur la stabilité des revêtements et de leurs fondations, Bachelier, Paris, 1840.
- Note sur les expériences de M. Pecqueur, relatives à l'écoulement de l'air dans les tubes, et sur d'autres expériences avec orifices en minces parois, Bachelier, Paris, 1845.
- Applications d’analyse et de géométrie, 1862-1864.